# Alpine Ski-Juniorenweltmeisterschaften 1992
Die 11. Alpinen Ski-Juniorenweltmeisterschaften fanden vom 25. Februar bis 1. März 1992 in Maribor in Slowenien statt.

## Männer

### Abfahrt
| Platz | Land | Sportler        | Zeit (min) |
| ----- | ---- | --------------- | ---------- |
| 1     | USA  | Michael Makar   | 1:19,48    |
| 2     | AUT  | Josef Strobl    | 1:19,53    |
| 3     | GER  | Wolfgang Rieder | 1:19,57    |
| 3     | SWE  | Tobias Hellman  | 1:19,57    |
| 5     | SLO  | Peter Pen       | 1:19,64    |
| 5     | LIE  | Jürgen Hasler   | 1:19,64    |

Datum: 25. Februar

### Super-G
| Platz | Land | Sportler        | Zeit (min) |
| ----- | ---- | --------------- | ---------- |
| 1     | SWE  | Tobias Hellman  | 1:08,11    |
| 2     | AUT  | Josef Strobl    | 1:08,77    |
| 3     | LIE  | Jürgen Hasler   | 1:09,11    |
| 4     | ITA  | Michel Stuffer  | 1:09,14    |
| 5     | GER  | Wolfgang Rieder | 1:09,19    |
| 6     | SLO  | Gašper Kontrec  | 1:09,25    |

Datum: 26. Februar

### Riesenslalom
| Platz | Land | Sportler         | Zeit (min) |
| ----- | ---- | ---------------- | ---------- |
| 1     | ITA  | Michel Stuffer   | 2:04,26    |
| 2     | SWE  | Tobias Hellman   | 2:04,56    |
| 3     | NOR  | Torbjørn Søgaard | 2:05,04    |
| 4     | ITA  | Tomas Bergamelli | 2:05,22    |
| 4     | ITA  | Oliver Riederer  | 2:05,22    |
| 6     | FRA  | Pierre Violon    | 2:05,84    |

Datum: 28. Februar

### Slalom
| Platz | Land | Sportler           | Zeit (min) |
| ----- | ---- | ------------------ | ---------- |
| 1     | SWE  | Tobias Hellman     | 1:13,55    |
| 2     | SUI  | Didier Plaschy     | 1:13,76    |
| 3     | AUT  | Kilian Albrecht    | 1:14,48    |
| 4     | SUI  | Leo Püntener       | 1:14,60    |
| 5     | SWE  | Lars Ohlsson       | 1:14,81    |
| 6     | AUT  | Heinz Schilchegger | 1:15,13    |

Datum: 1. März

### Kombination
| Platz | Land | Sportler       |
| ----- | ---- | -------------- |
| 1     | SWE  | Tobias Hellman |
| 2     | SUI  | Didier Plaschy |
| 3     | FRA  | Gaëtan Llorach |

Datum: 25. Februar/1. März
Die Kombination bestand aus der Addition der Ergebnisse aus Abfahrt, Riesenslalom und Slalom.

## Frauen

### Abfahrt
| Platz | Land | Sportlerin            | Zeit (min) |
| ----- | ---- | --------------------- | ---------- |
| 1     | SUI  | Céline Dätwyler       | 1:21,68    |
| 2     | AUT  | Alexandra Meissnitzer | 1:22,24    |
| 3     | RUS  | Swetlana Nowikowa     | 1:22,29    |
| 4     | AUT  | Barbara Raggl         | 1:22,38    |
| 5     | AUT  | Michaela Dorfmeister  | 1:22,43    |
| 6     | ITA  | Morena Gallizio       | 1:22,58    |

Datum: 25. Februar

### Super-G
| Platz | Land | Sportlerin            | Zeit (min) |
| ----- | ---- | --------------------- | ---------- |
| 1     | GER  | Regina Häusl          | 1:20,66    |
| 2     | ITA  | Morena Gallizio       | 1:21,32    |
| 3     | AUT  | Alexandra Meissnitzer | 1:21,35    |
| 4     | GER  | Hilde Gerg            | 1:21,77    |
| 5     | NOR  | Caroline Gedde-Dahl   | 1:21,84    |
| 6     | SLO  | Špela Pretnar         | 1:21,96    |

Datum: 26. Februar

### Riesenslalom
| Platz | Land | Sportlerin               | Zeit (min) |
| ----- | ---- | ------------------------ | ---------- |
| 1     | GER  | Regina Häusl             | 1:56,37    |
| 2     | SLO  | Špela Pretnar            | 1:56,60    |
| 3     | SLO  | Lea Ribarič              | 1:56,65    |
| 4     | GER  | Martina Ertl             | 1:56,79    |
| 5     | AUT  | Christiane Mitterwallner | 1:56,89    |
| 6     | SWE  | Erika Hansson            | 1:57,14    |

Datum: 27. Februar

### Slalom
| Platz | Land | Sportlerin            | Zeit (min) |
| ----- | ---- | --------------------- | ---------- |
| 1     | SLO  | Urška Hrovat          | 1:17,03    |
| 2     | FRA  | Christel Pascal       | 1:17,75    |
| 3     | CAN  | Edith Rozsa           | 1:17,77    |
| 4     | USA  | Kristina Koznick      | 1:17,79    |
| 5     | GBR  | Emma Carrick-Anderson | 1:17,83    |
| 6     | ITA  | Morena Gallizio       | 1:18,26    |

Datum: 29. Februar

### Kombination
| Platz | Land | Sportlerin      |
| ----- | ---- | --------------- |
| 1     | SWE  | Erika Hansson   |
| 2     | SLO  | Mojca Suhadolc  |
| 3     | SLO  | Špela Pretnar   |
| 4     | GER  | Martina Ertl    |
| 5     | SLO  | Urška Hrovat    |
| 6     | ITA  | Morena Gallizio |

Datum: 25./29. Februar
Die Kombination bestand aus der Addition der Ergebnisse aus Abfahrt, Riesenslalom und Slalom.

## Medaillenspiegel
| Platz | Land               | Gold | Silber | Bronze | Gesamt |
| ----- | ------------------ | ---- | ------ | ------ | ------ |
| 1     | Schweden           | 4    | 1      | 1      | 6      |
| 2     | Deutschland        | 2    | –      | 1      | 3      |
| 3     | Slowenien          | 1    | 2      | 2      | 5      |
| 4     | Schweiz            | 1    | 2      | –      | 3      |
| 5     | Italien            | 1    | 1      | –      | 2      |
| 6     | Vereinigte Staaten | 1    | –      | –      | 1      |
| 7     | Österreich         | –    | 3      | 2      | 5      |
| 8     | Frankreich         | –    | 1      | 1      | 2      |
| 9     | Kanada             | –    | –      | 1      | 1      |
| 9     | Liechtenstein      | –    | –      | 1      | 1      |
| 9     | Norwegen           | –    | –      | 1      | 1      |
| 9     | Russland           | –    | –      | 1      | 1      |